# Bolszaja (zlewisko Oceanu Spokojnego)
Bolszaja (ros. Большая) – rzeka w azjatyckiej części Rosji, w Kraju Kamczackim, na Półwyspie Kronockim. Źródła znajdują się w pobliżu lodowca Lewyj Tiuszewskij. Rzeka ma 24 km długości i uchodzi do zatoki Bolszaja Oceanu Spokojnego. Jej głównym dopływem jest Głubokaja (prawy).